# Erkki Lehtonen
Erkki Tapani Lehtonen (* 9. Januar 1957 in Tampere) ist ein ehemaliger finnischer Eishockeyspieler. Sein Bruder Antero Lehtonen war ebenfalls ein professioneller Eishockeyspieler. 

## Karriere
Erkki Lehtonen begann seine Karriere als Eishockeyspieler in seiner Heimatstadt in der Nachwuchsabteilung von Tappara Tampere, in der er bis 1976 aktiv war. Anschließend verbrachte er ein Jahr bei den Bellingham Ice Hawks aus der kanadischen Juniorenliga British Columbia Hockey League, ehe er zur Saison 1977/78 zu Tappara zurückkehrte. Mit der Profimannschaft von Tappara Tampere aus der SM-liiga gewann er in den Jahren 1979, 1982, 1984, 1986, 1987 und 1988 jeweils den finnischen Meistertitel. Die Saison 1988/89 verbrachte der Center beim BSC Preussen in der Eishockey-Bundesliga. Für die Berliner erzielte er in 27 Spielen acht Tore und 25 Vorlagen. Anschließend kehrte er für zwei weitere Spielzeiten zu Tappara Tampere zurück, bei dem er 1991 seine Karriere im Alter von 34 Jahren beendete. Im Jahr 1997 wurde er mit der Aufnahme in die Finnische Eishockey-Ruhmeshalle geehrt.

### International
Für Finnland nahm Lehtonen an der Weltmeisterschaft 1986 sowie den Olympischen Winterspielen 1988 in Calgary teil. Bei den Winterspielen gewann er mit seiner Mannschaft die Silbermedaille. 

## Erfolge und Auszeichnungen
| - 1979 Finnischer Meister mit Tappara Tampere - 1982 Finnischer Meister mit Tappara Tampere - 1984 Finnischer Meister mit Tappara Tampere - 1986 Finnischer Meister mit Tappara Tampere - 1986 Raimo-Kilpiö-Trophäe | - 1986 SM-liiga Lynces Academici Forward Award - 1987 Finnischer Meister mit Tappara Tampere - 1988 Finnischer Meister mit Tappara Tampere - 1988 SM-liiga Lynces Academici Forward Award - 1997 Aufnahme in die Finnische Eishockey-Ruhmeshalle |

### International
- 1988 Silbermedaille bei den Olympischen Winterspielen